# Eros Grezda
Eros Grezda (Gjakovë, 15 april 1995) is een Albanees voetballer die doorgaans als aanvallende middenvelder of buitenspeler uitkomt. Hij verruilde NK Lokomotiva Zagreb in juli 2017 voor NK Osijek. Grezda debuteerde in 2017 in het Albanees voetbalelftal.

## Biografie
Grezda begon zijn carrière bij zijn jeugdclub KF Pristina. Zijn professionele carrière begon hij bij NK Aluminij in 2013. Een seizoen later verhuisde hij naar reeksgenoot NK Zavrč. In 2015 ging hij naar NK Lokomotiva Zagreb.

## Clubstatistieken
| Seizoen   | Club                 | Land     | Competitie                  | Wedstrijden | Doelpunten |
| --------- | -------------------- | -------- | --------------------------- | ----------- | ---------- |
| 2013/14   | NK Aluminij          | Slovenië | 1. slovenska nogometna liga | 29          | 6          |
| 2014/15   | NK Zavrč             | Slovenië | 1. slovenska nogometna liga | 11          | 0          |
| 2015/16   | NK Lokomotiva Zagreb | Kroatië  | Prva HNL                    | 29          | 9          |
| 2016-2017 | NK Lokomotiva Zagreb | Kroatië  | Prva HNL                    | 4           | 0          |
|           |                      |          | Totaal                      | 73          | 15         |